# Lembecksburg

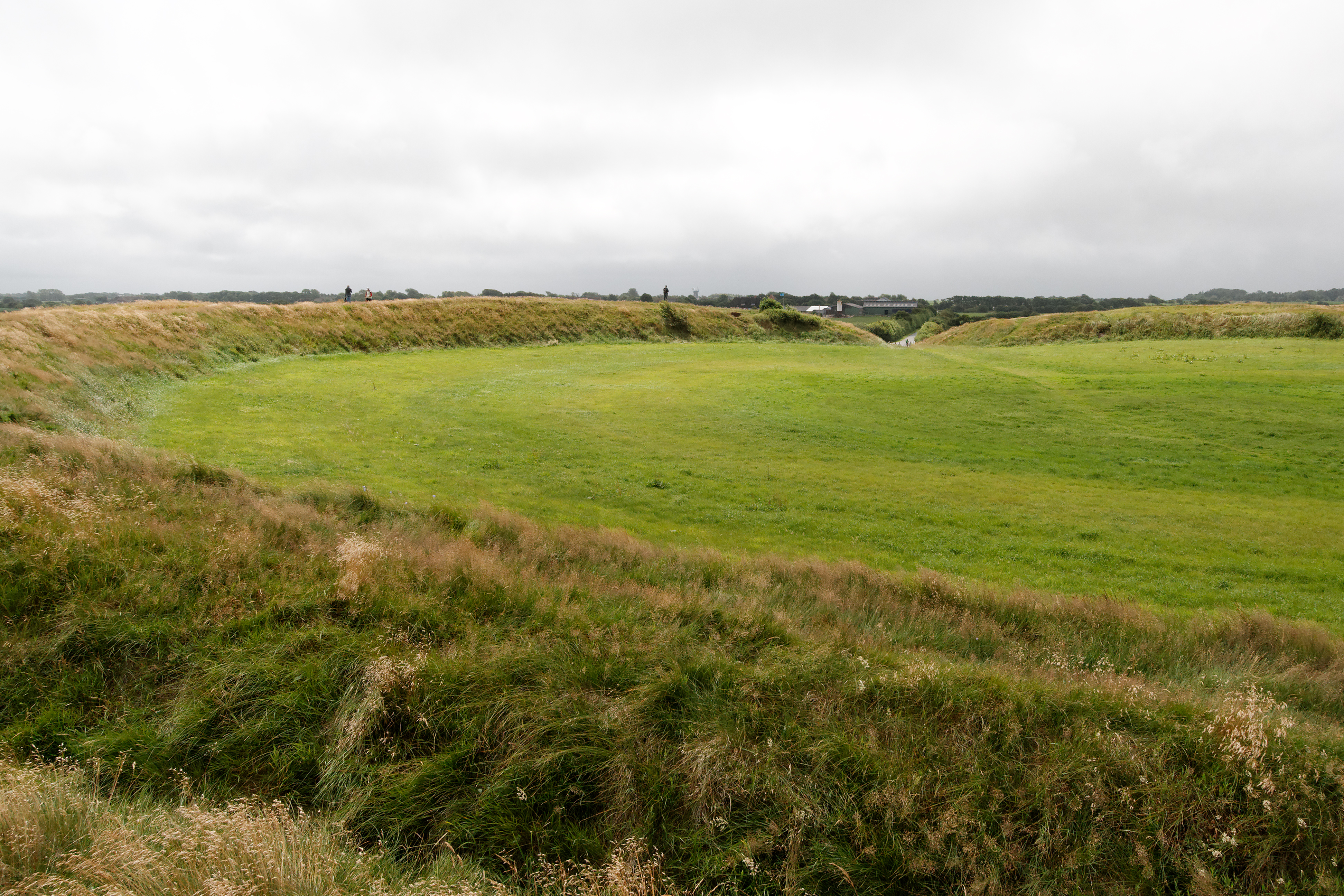
Lembecksburg mot söder.

Lembecksburg (danska: Lembeksborg) är en ringformig borg från vikingatiden i närheten av Borgsum på den tyska ön Föhr. Den är omgiven av en 10 meter hög, cirkelrund vall med en diameter på 95 meter och en öppning mot söder.
Borgen, som fick sitt nuvarande utseende på 1300-talet  skyddades av en vallgrav, som endast delvis har bevarats, och en mosse mot nordväst. Den är uppkallad efter riddare Klaus Limbeck som fick öarna Föhr, Sylt och Amrum i förläning av kung  Valdemar Atterdag 1362 men senare fördrevs från Limbecksburg efter stridigheter med kungen.
Vid utgrävningar på 1950-talet hittades ett antal husgrundar och brunnar samt spår av en stenlagd väg på platsen. Husen har varit av torv med tak av trä. Man har också hittat spår från yngre stenåldern och lerskärvor och andra föremål från järnåldern. Uppmätningar och geofysikaliska undersökningar år 2001 och 2003 visar att det har funnits 40–50 hus med eldstäder runt borgens centrum och dess utformning tyder på att den var bemannad av danska trupper under vikingatiden.